# Ludomir Różycki
Pour les articles homonymes, voir Różycki.
Ludomir Różycki est un compositeur polonais né à Varsovie le 18 septembre 1883 et mort à Katowice le 1er janvier 1953. 
Aux côtés de Mieczysław Karłowicz, Karol Szymanowski, Apolinary Szeluto et Grzegorz Fitelberg, il est membre du mouvement appelé Jeune Pologne, qui vise à promouvoir la culture musicale dans leur pays natal. Selon le compositeur et compatriote Alexandre Tansman, « c'est sans doute le musicien polonais dont la musique se rapproche le plus de l'école française, surtout de l'impressionnisme français. » C'est surtout dans le domaine du poème symphonique (Boleslas le Hardi, Anhelli, Le Roi Kofetua, Mona Lisa Gioconda, Piéta - Sur les décombres de Varsovie) que Różycki a laissé de véritables chefs-d'œuvre.   

## Biographie
Ludomir Różycki est le fils du compositeur et pianiste Aleksander Różycki, professeur à l'Institut de musique de Varsovie, où il étudie le piano auprès d'Aleksander Michałowski, théorie et harmonie avec Gustaw Roguski et Michał Biernacki et la composition auprès de Zygmunt Noskowski également professeur de Szymanowski et du chef d'orchestre Grzegorz Fitelberg. Il achève ses études avec brio (1904) puis il fréquente l'Académie de musique de Berlin et étudie avec Engelbert Humperdinck jusqu'en 1907. 
C'est en 1905 qu'il fonde avec Grzegorz Fitelberg, Szymanowski et Szeluto, le groupe informel « Jeune Pologne en musique » (Młoda Polska w muzyce), visant tout d'abord et pratiquement à l'édition des partitions (Spółka Nakładowa Młodych Kompozytorów Polskich) par l'appui financier du prince Zdzisław Lubomirski. Le concert inaugural, 6 février 1906, fit sonner Bolesław le hardi de Różycki. Autour de 1912, Szymanowski, le « vrai représentant » du groupe signe un contrat chez Universal Edition et Różycki, chez l'éditeur danois Hansen, ce qui mettra fin à l'aventure.
Il commence sa carrière comme pianiste à Lwów (aujourd'hui en Ukraine) en 1907, puis l'année suivante en tant que chef d'orchestre à l'Opéra de la ville. C'est durant cette période qu'il commence à composer. Jusqu'en 1912, il enseigne le piano des classes avancées au conservatoire de Galice de Lwów. Entre 1912 et 1918, il séjourne à Paris, puis s'installe à Varsovie en 1919. En 1920, il est chef d'orchestre au théâtre Wielki, puis se consacre entièrement à la composition, sa musique connaissant un grand succès dans la nouvelle Pologne indépendante. 
Il est l'un des membres fondateurs de l'union des compositeurs polonais (1926) et son premier président. Puis brièvement professeur à l'Académie de musique en 1930 et 1931, alors que Szymanowski en est le recteur. En 1930, il reçoit un prix de l'État polonais pour son opéra Eros i Psyche et une médaille d'or à l'exposition de Paris en 1937 pour son ballet Apollo i dziewczyna.
En 1945, il s'installe à Katowice et enseigne la composition à l'école de musique, se consacrant également à la reconstruction de ses œuvres en manuscrits, détruites dans les incendies pendant l'Insurrection de Varsovie en 1944.

## Œuvre et style
L'esthétique de Różycki est ancrée dans la dernière période romantique et sa musique poursuit le XIXe siècle, particulièrement dans ses mélodies où il subit l’influence de Richard Strauss et Hugo Wolf. Ses opéras, construits dans la tradition du vérisme de Puccini, avec des incorporations d'éléments du style symphonique romantique et de l’impressionnisme plutôt que de manière innovante.
Parmi ses œuvres – dont un grand nombre s'inspire de la culture et de l'histoire polonaise – les plus importantes sont les poèmes symphoniques Stańczyk (1903) et Anhelli (1909) ; son ballet Pan Twardowski est le premier ballet polonais à être joué à l'étranger, notamment à Copenhague, Prague, Brno, Zagreb, Belgrade et Vienne et plus de 800 fois à Varsovie. Le ballet Apollo i dziewczyna [Apollon et la jeune fille] eut sa création mondiale le 20 septembre 1937 à Paris, lors de l'Exposition Universelle et fut récompensé d'une médaille d'or par le gouvernement français.
Parmi ses huit opéras, il faut citer Eros i Psyche (1914–1916) sur un livret de Jerzy Żuławski créé à Wrocław en 1917 et monté plus tard à Mannheim, Brême, Poznań, Stuttgart et Varsovie ; Beatrix Cenci (1916–1926) et Pan Twardowski (1921). 
Ludomir Różycki est également auteur de nombreuses œuvres pour piano (préludes, impromptus, danses polonaises, etc.), deux concertos pour piano et des mélodies.

### Opéras
- Boleslaw Smialy [Boleslas le Hardi] (1908)
- Meduza [La Méduse] (1911)
- Eros i Psyche (1916)
- Casanova, opéra-bouffe (1922)
- Beatrix Cenci (1926)
- Mlyn diabelski [Le moulin du diable] (1930)
- Lili chceś piewać [Lili veut chanter], opérette (1932)

### Œuvres pour orchestre

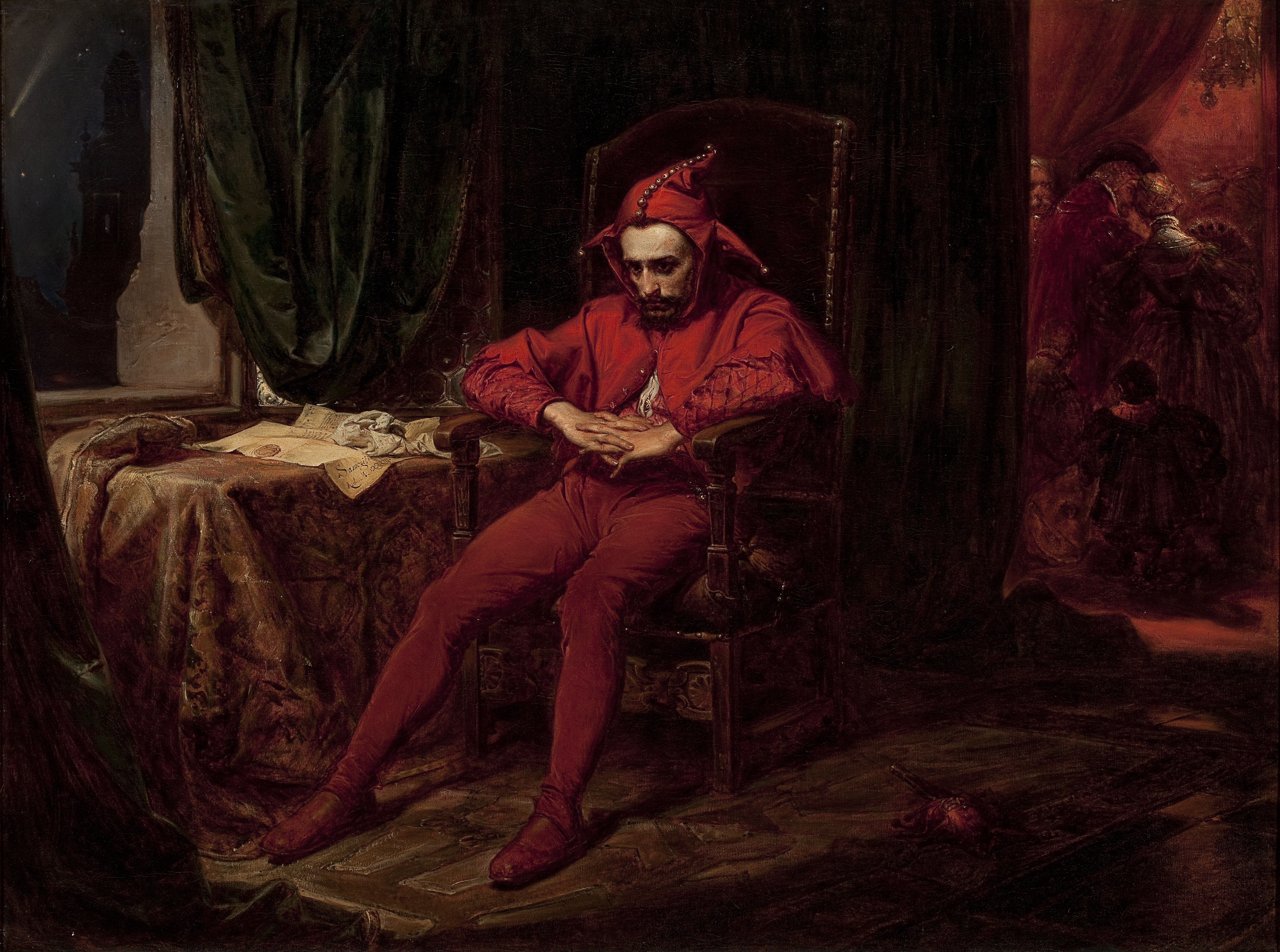
Stańczyk de Jan Matejko (1862), sur lequel se fonde l'œuvre de Różycki.

- Stanczyk, poème symphonique, op. 1 (1903)
- Boleslaw Smialy, poème symphonique, op. 8 (1906)
- Pan Twardowski, poème symphonique (1906 – perdu)
- Anhelli, poème symphonique, op. 22 (1909) Composé pour le centenaire de la naissance de Juliusz Słowacki et fondé sur un poème éponyme de l'auteur.
- Król Kofetua (Le Roi Kofetua), poème symphonique, op. 24 (1910)
- Mona Lisa Gioconda, poème symphonique, op. 31 (1911) Inspiré du livre de Dimitri Merejkovski, La Romance de Léonard de Vinci.
- Piéta. Na zgliszczach Warszawy [Sur les décombres de Varsovie], poème symphonique (1940-43, reconstr. 1948)
- Warszawa wyzwolona [Varsovie libérée], poème symphonique (1950)

### Œuvres pour instrument et orchestre
- Ballade pour piano et orchestre en sol majeur, op. 18 (1904) Dédié au pianiste Jerzy Lalewicz
- Concerto pour piano et orchestre n° 1 en sol mineur, op. 43 (1917-18)
- Concerto pour piano et orchestre n° 2 en fa mineur (1941-42)
- Concerto pour violon, op. 70 (1944)

### Musique de chambre
- Deux Mélodies pour violon et piano, op. 5
- Sonate pour violoncelle et piano en la mineur, op. 10
- Deux Nocturnes pour violon et piano, op. 30
- Rhapsodie pour violon, violoncelle et piano, op. 33
- Quintette avec piano en ut mineur, op. 35
- Transcriptions pour violon et piano du ballet « Pan Twardowski », op. 45
- Quatuor pour cordes en ré mineur, op. 49 (1915–1916)

## Discographie
- Concertos pour piano no 1 ; Ballade pour piano en sol majeur, op. 18* – Krystyna Makowska-Lawrynowicz, piano ; (23-26 mai 1984 ; 5 décembre 1990* - Acte Préalable AP0217) (OCLC 840302721)
- Concerto pour violon, op. 44 ; Musique pour violon et piano : Deux Mélodies pour violon et piano, op. 5 ; Deux Nocturnes pour violon et piano, op. 30 ; Transcriptions pour violon et piano du ballet « Pan Twardowski », op. 45 – Ewelina Nowicka, violon ; Orchestre symphonique de la radio polonaise de Katowice, dir. Zygmunt Rychert ; Pola Lazar, piano (Mélodies et Nocturnes) & Michal Krezlewski, piano (transcriptions) (2001 et 2011, Acte Préalable) (OCLC 843346800)
- Musique de chambre avec piano : Quintette avec piano en ut mineur, op. 35 ; Rhapsodie pour violon, violoncelle et piano, op. 33 ; Sonate pour violoncelle et piano en ré mineur, op. 10 – Jerzy Godziszewski, piano ; Quatuor Wilanow (2007, 2008 et 2010, Acte Préalable) (OCLC 883545592)
- Concertos pour piano nos 1 et 2 ; Ballade pour piano en sol majeur, op. 18 – Jonathan Plowright, piano ; Orchestre symphonique de la BBC, dir. Łukasz Borowicz (22-23 août 2014, Coll. « Concerto romantique pour piano », vol. 67, SACD Hyperion CDA68066) (OCLC 936492148)
- Quintette avec piano en ut mineur, op. 35 – Jonathan Plowright, piano ; Quatuor Szymanowski (8-10 octobre 2015, SACD Hyperion CDA68124) (OCLC 964318784) — avec le Quintette d'Ignaz Friedman.
- Musique pour piano, vol. 1 (op. 4, 6, 15, 25, 42, 46 et 55) et vol. 2 (op. 2, 3, 11, 26, 36, 37, 39 et 50) – Valentina Seferinova, piano (avril 2012/2019, 2 CD Acte Préalable AP0263 et AP0438) (OCLC 840328786) — premier enregistrement mondial.
- Concerto pour violon, op. 70 – Janusz Wawrowski, violon Stradivarius « Polonia » 1685 ; Royal Philharmonic Orchestra, dir. Grzegorz Nowak (18-19 novembre 2019, Warner 0190295191702) — avec le Concerto de Tchaïkovski.